# Emmesomyia argentina
Emmesomyia argentina är en tvåvingeart som beskrevs av John Otterbein Snyder 1957. Emmesomyia argentina ingår i släktet Emmesomyia och familjen blomsterflugor. Inga underarter finns listade i Catalogue of Life.